# Paray-sous-Briailles
Paray-sous-Briailles ist eine französische Gemeinde mit 651 Einwohnern (Stand: 1. Januar 2022) im Département Allier in der Region Auvergne-Rhône-Alpes (vor 2016 Auvergne). Sie gehört zum Arrondissement Vichy und ist Mitglied im Gemeindeverband Communauté de communes Saint-Pourçain Sioule Limagne. Die Bewohner werden Parodiens und Parodiennes genannt.

## Geografie
Paray-sous-Briailles liegt etwa 35 Kilometer südsüdöstlich von Moulins und 23 Kilometer nordnordwestlich von Vichy am Allier, der die Gemeinde grundsätzlich im Osten begrenzt. Teilweise reicht das Gemeindegebiet jedoch auch über den Allier hinweg auf das gegenüber liegende Ufer und genau an einem solchen Ort mündet das Flüsschen Redan in einen Seitenarm des Allier. 
Umgeben wird Paray-sous-Briailles von den Nachbargemeinden Saint-Pourçain-sur-Sioule im Norden und Westen, Varennes-sur-Allier im Norden und Osten, Créchy im Südosten, Marcenat im Süden sowie Loriges im Süden und Südwesten.

## Bevölkerungsentwicklung
| Jahr                       | 1962 | 1968 | 1975 | 1982 | 1990 | 1999 | 2006 | 2011 | 2018 |
| Einwohner                  | 616  | 570  | 513  | 529  | 495  | 538  | 608  | 654  | 678  |
| Quellen: Cassini und INSEE |      |      |      |      |      |      |      |      |      |

## Sehenswürdigkeiten

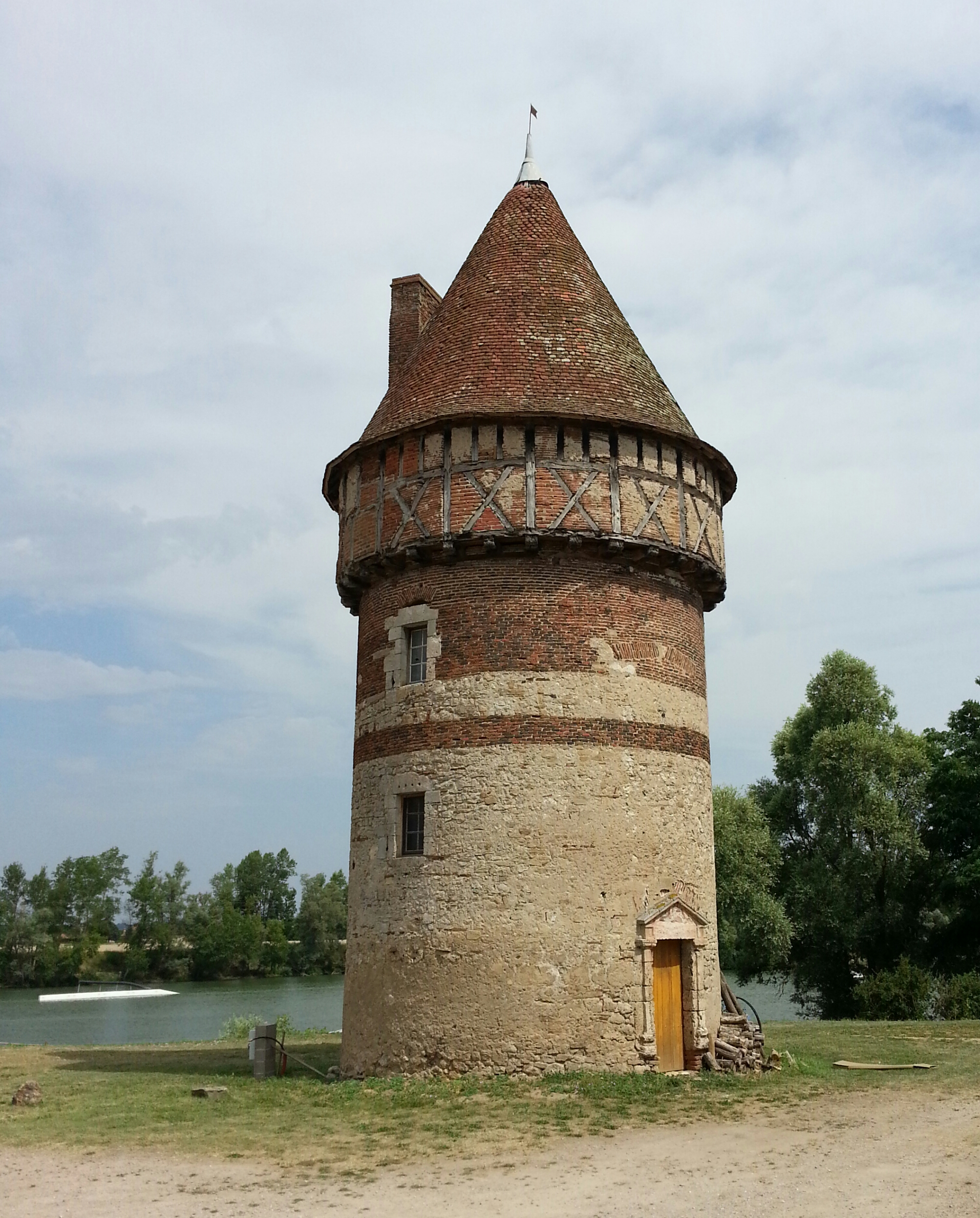
Turm von Villemouze

- Kirche Saint-Julien aus dem 12. Jahrhundert
- Schloss, erbaut ab dem 15. Jahrhundert
- Turm von Villemouze, erbaut im 13. Jahrhundert